# Svínoy
Svínoy er en færøsk ø i Norderøernes region. Svínoy, der tidligere var en egen kommune, blev i 2009 lagt sammen med Klaksvíkar kommuna.
Svínoy bygd er den eneste bygd på øen. Sammen med naboøen Fugloy udgør Svínoy Færøernes nordøstligste del. Bygden Svínoy ligger i bunden af bugten Svínoyarvík på østsiden af øen. Øens højeste punkt er det 586 meter høje Havnatindur.
Mod nord adskilles Svínoy fra Fugloy ved Fugloyarfjørður, mens øen mod vest adskilles fra Borðoy og Viðoy af Svínoyarfjørður.

## Trafik
Færgelejet befinder sig cirka en kilometer vest for bygden. Landingsforholdene kan som på Fugloy være vanskelige, især om vinteren i dårligt vejr. Rederiet Strandfaraskip Landsins driver den  regelmæssige færgerute med personfærgen M/S Ritan fra Hvannasund på Viðoy til Svínoy og Fugloy.  
Man kan også komme til Svínoy med helikopter. Der har været helikopter forbindelse fra Tórshavn og Klaksvík siden 1980erne. Den besøger øen 3 gange om ugen, og bruges også ved akut lægebehov.

## Historie
Navnet Svinoy kommer fra et sagn om nogle grise som svømmede fra en anden ø til Svínoy. 
Storbonden Svínoyar-Bjarni, nævnes 975 i færingesagaen. En gravsten i kirken, som blev indviet 1878, formodes at være Bjarnis mindesten..
Øens eneste bygd, Svínoy, er nævnt allerede i Færingesagaen  fra 1220.
På Svinoy skyller en kæmpebølge i 1741 4 mænd, som står og fisker sej, i havet, kun den ene overlever.
Den 27 november 1786 strandede den skotske slup "Rachel" fra Stromness på Orkneyøerne på Svínoy. der var 22 personer ombord, 3 overlevede og 17 lig blev fundet, disse er begravet i "Skotagrøvunum" vest for bygden. I 2011 blev der indviet et monument på stedet.
Ved indføringen af det kommunale selvstyre i 1872 blev Svínoy en del af Norðoya prestagjalds kommuna. I 1908 blev hovedsognet Viðareiði med annekssognene Fugloy og Svínoy udskilt som en egen kommune. 
I 1890 havde øen 124 indbyggere.
Den 20 november 1912 påsejles en båd fra Svinoy af en engelsk trawler og fem af de syv ombordværene omkommer.
I 1913 blev kommunen delt mellem Viðareiði og Fugloy og Svínoy. I 1932 blev kommunen igen delt, sådan at øerne blev hver sin kommune. Svínoy blev indlemmet i Klaksvíkar kommuna i 2009. Kirkelig er Svínoy fortsat et annekssogn til Viðareiði. Den 13. december 1913 forsvinder båden Havgásin af Svinoy, i storm på fiskeri med 6 mand.
Under 2. verdenskrig på Færøerne bygger engelske soldater  i 1940 et udkigstårn på det 344 meter høje fjeld Eysturhøvdið, som kan ses fra Svínoy bygd. Udkigstårnet er i dag en ruin.
Den  1. januar 2008 blev Svinoy en del af Klaksvíkar kommuna. 
Postbåden Másin blev i 2009, efter mere end 50 års tro tjeneste, erstattet af den nyere last og personfærrge.

## Turisme
Svínoy er delt i to dele af landtangen Svínoyareiði i den høje sydlige del, og i den mindre og lavere nordlige del. Til vestkysten fører der en vandresti, men den er vanskelig og under tiden farlig. En anden sti fører til østkysten, og den første del er en rigtig vej, som ender ved et areal, hvor man før i tiden skar tørv. Vandreturen er let og populær, fordi man fra denne kyst kan nyde udsigten til Fugloy. I nærheden af Svínoyarvík ligger der en interessant gjógv (kløft).
På Svínoy findes en naturcampingplads og der er mulighed for at leje feriehuse ved at henvende sig på turistkontoret i Klaksvík.
Om sommeren kan man f.eks sejle tirsdag morgen med last og personfærgen M/S Ritan fra Hvannasund til Svinoy, næste dag tage helikopteren til Fugloy og derfra om eftermiddagen sejle med postbåden tilbage til Hvannasund.
I 2020 blev et tidligere nedlagt anlæg til opdræt af laksesmolt omdannet til opdræt af fiskearten stenbider, som anvendes i havbrugene.

## Sagn
Sagnet fortæller, at Svínoy var en flydende ø. Den kom fra nord, men blev sjældent set af folk, da den flød derhen, hvor havet førte den med sig. Den var også ofte gemt i tåge. I bygden Viðareiði på Viðoy ejede man en so, men intet ukastreret handyr. Efterhånden blev soen drægtig, men ingen kunne forstå hvordan, det var gået til. Soen plejede at forlade bygden for at søge føde med jævne mellemrum, så bygdefolket troede, at man kunne finde svaret ved at følge soen hvor den drog hen. Man opdagede en dag, at soen gik fra land og begyndte at svømme. Bygdefolket satte fra land i en båd, og roede efter soen, ind i havtågen. Der fik de øje på en ø, som viste sig at være fuld af grise. Soens landgang havde gjort, at øen havde blevet hængende, og der har den ligget siden.